# Steve Osada

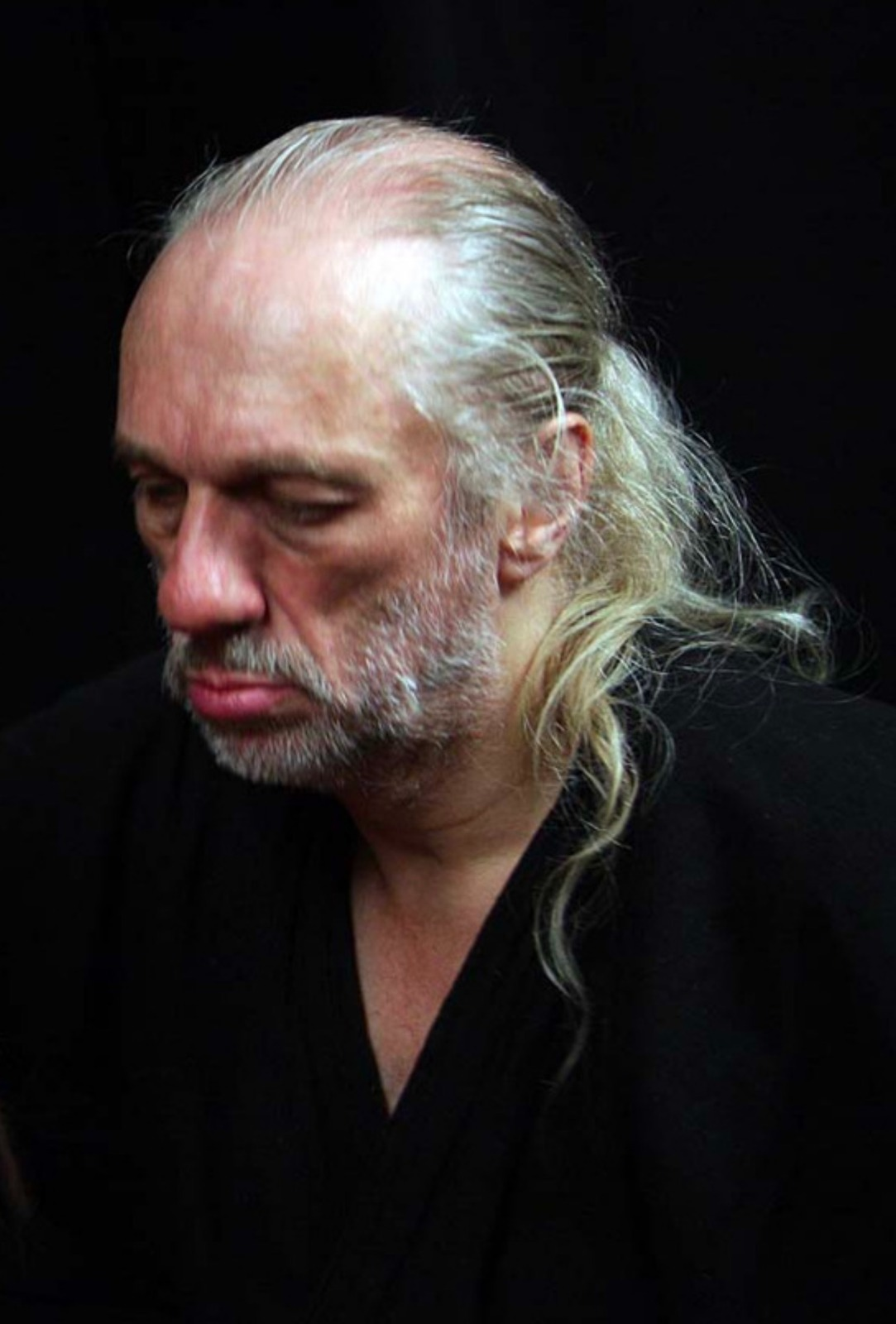
Steve Osada, März 2005, Tokio

Steve Osada (長田スティーブ , Osada Steve) (* 30. November 1952 in Berlin als Steve Hauser) ist ein deutscher Shibari-Lehrer und Performer in Tokio, der wesentlich zur internationalen Verbreitung von Shibari außerhalb Japans beigetragen hat. Sein Stil ist durch technische Vielfalt und große emotionale Ausdrucksstärke geprägt. Das von ihm entwickelte Ausbildungskonzept strukturiert die Inhalte und wird sowohl von Steve Osada im Studio Six in Tokio als auch weltweit unterrichtet.

## Leben
Steve Osada kam 1980 als Modefotograf nach Japan, nachdem er zuvor je ein Jahr in Indien, Thailand und Hong Kong gelebt hatte. In Japan begann er, Shōtōkan-Karate und Aikidō zu trainieren.
1990 tauchte er in die Tokioter Subkultur ab, und wechselte von der Mode- zur Fetisch-Fotografie. So kam er mit der vielfältigen Welt des SM in Tokio in Berührung, und begann, die Aktivitäten dort unter dem Namen „Dr. D Vice“ zu dokumentieren.
Während eines Fotoshootings 1998 traf er erstmals auf seinen späteren Lehrer und Mentor, Eikichi Osada (長田英吉 , Osada Eikichi), den er zunehmend auf dessen Auftritte und Shows begleitete. Im Jahr 1999 war er ein fester Begleiter von Eikichi Osada während dessen wöchentlicher Live-Performances in einer Mistress-Bar in Roppongi und eröffnete im Jahr 2000 das Studio SIX, wo regelmäßige Shibari-Performances stattfanden und später (ab 2002) auch zunehmend unterrichtet wurde.
Eikichi Osada erlitt im Januar 2001 während einer Liveshow auf der Bühne einen Schlaganfall und verstarb im September 2001. In den acht Monaten dazwischen übernahm Steve Osada, unter diesem Künstlernamen, die Shows seines Mentors. Im November 2001 performte er zu seinem Gedenken im „Roppongi Jail“, einem SM-Club in Roppongi und wurde im Rahmen eines Nachrufes, der im SM-Magazin „Sniper“ im Januar 2001 veröffentlicht wurde, interviewed. Die Bilder zu diesem Artikel waren ebenfalls von ihm.
Im Jahr 2002 begann er, direkt Unterricht bei Denki Akechi (明智伝鬼 , Akechi Denki) zu nehmen und wurde 2005 Schüler von Nawashi Kanna (縄師神凪 , Nawashi Kanna).
Seit 2004 reiste Steve Osada regelmäßig nach Europa, Australien und die USA, um dort an verschiedenen Orten zu unterrichten und trug so zur Verbreitung von Shibari außerhalb Japans bei. Dies legte das Fundament für das breite Netzwerk an Lernenden im Osada-Ryū.
Ab 2007 wurde er auch zum Schüler von Haruki Yukimura (雪村春樹 , Yukimura Haruki) und lernte viel über dessen Stil des „Aibunawa“ (愛撫縄) und die zugehörigen Bodentechniken. Im Juni 2008 verlieh ihm Haruki Yukimura als besondere Auszeichnung den Bakushi-Namen „Harumine“ (春峰).
Im Jahr 2017 begann er, bei Yagami Ren (鵺神蓮 , Yagami Ren) zu lernen.
Seit Ausbruch der Corona-Pandemie im Jahr 2020 fokussiert er sich stärker auf Online-Kurse, die einem globalen Publikum die Kunst des Shibari zugänglich machen.

## Schaffen

### Einflüsse und Stil
Steve Osada wurde durch eine Reihe namhafter Kinbaku-Performer und -Lehrer geprägt. Dabei zeichnen sich klare Phasen ab, die jeweils zu sichtbaren Veränderungen im Stil führten. Während der frühen Phase (1998–2002) stand klar der Einfluss von Eikichi Osada im Vordergrund. Dessen Liveshows waren in den 1980er Jahren ästhetisch und technisch richtungsweisend und flossen als technisch komplexe und körperlich anspruchsvolle Technikabläufe und Choreographien in den Stil Steve Osadas ein. Hängefesslungen waren ein klarer Schwerpunkt und technische Präzision und Effizienz bildeten, zusammen mit dem Ausdruck sinnlicher Eleganz, wichtige Elemente. Exemplarisch zeigt sich dies in der dreiteiligen DVD-Serie „Osada Steve on Stage“, bei der er mit Ageha Asahi (浅葱アゲハ , Asagi Ageha) auf der Bühne stand.
Die Zeit von 2002 bis 2007 stand im Zeichen des Semenawa in der Ausprägung, wie sie Denki Akechi prägend gestaltete. Hier stehen klare, geometrische und enge Fesselungen im Vordergrund. Steve Osada verbindet hier die reduzierte, klassische Ästhetik früherer Phasen des Shibari, wie sie in den 1950ern bis 1970ern in Büchern und Magazinen verbreitet waren, mit den technisch fortgeschrittenen und formal komplexeren Formen des Eikichi Osada, Denki Akechi und Nawashi Kanna.
Mit dem Beginn des Unterrichts bei Haruki Yukimura ab 2007 wurde eine deutliche Verschiebung in den ästhetischen und inhaltlichen Schwerpunkten sichtbar. Die extrovertierten, expressiven Suspensions wurden zunehmend durch intensive und emotional dichte Bodentechniken ergänzt. Körperbewegungen wurden reduzierter und verhaltener, so dass subtilere Veränderungen deutlicher hervortraten. Aspekte wie Kotobazeme (言葉攻め) (der Einsatz von Atem und Sprache während der Session) und Aibunawa (愛撫縄) (das „streichelnde Seil“) wurden stärker herausgearbeitet und spielten eine zunehmend wichtige Rolle. Das Semenawa (責め縄) der früheren Phasen wurde verstärkt durch das Shūchinawa (羞恥縄) von Haruki Yukimura ergänzt, was den Gesamtausdruck komplexer und vielfältiger machte.
Ab 2017 wurde Yagami Ren ein wichtiger Bezugspunkt. Die besondere Art, den Körper zu bewegen und die biomechanische Bewegungslogik des menschlichen Körpers im Shibari optimiert einzusetzen war der wichtigste Aspekt dieses Einflusses.

### Shibari in der Fotografie
2001 wurde eines seiner Shibari-Fotos im Wired-Magazin veröffentlicht. Dies ist nur einer von zahlreichen Berührungspunkten der Underground-Kultur des Shibari mit der Popkultur. Ein Jahr später erschien dasselbe Bild von Steve Osada in den Juni-Ausgaben der Vogue Portugal und Taiwan.
2009 veröffentlichte er das Fotobuch „Aiko – Kinbaku by Osada Steve“, in dem auf 160 Seiten Fotos aus Live-Performances sowie erklärende Texte zu den Techniken und Bildern gezeigt werden.
2017 dokumentierte die französische Fotografin Hélène Veilleux sein Schaffen in einem Fotoreport im Studio SIX.
Aus seiner Zusammenarbeit mit Norio Sugiura (杉浦則夫 , Sugiura Norio) gingen ebenfalls zahlreiche beeindruckende Bilder hervor, die sich vor allem auf klassische ästhetische Sujets stützen. Exemplarisch ist hier das Winter-Shooting in den japanischen Alpen in Nagano, bei dem gezielt die Bildsprache der Werke Seiyu Itōs (伊藤精雨 , Itō Seiyu) referenziert wurde.

### Shibari-Performances
Seit 2002 performt Steve Osada regelmäßig im Studio SIX in Tokio. Dabei steht die spontane, improvisierte und authentische Shibari-Erfahrung im Vordergrund, die einem kleinen Publikum präsentiert wird. Besonders hervorzuheben sind seine Performances im Tokyo Jail und Loft Plus One in Tokio in 2003, die er gemeinsam mit dem „Drachenmann“ (Matthias Grimme) absolvierte.
Im Laufe seiner Karriere performte Steve Osada mehr als 1000 Mal (Stand 2022), darunter regelmäßig im Striptheater DX im Kabukichō, im Tokio und Roppongi Jail und anderen Orten innerhalb und außerhalb Japans.
Die regelmäßigen Kinbaku Live Performances im Studio SIX sind ebenso regelmäßig und wichtiger Bestandteil seines Schaffens. Diese Liveshows werden regelmäßig direkt im Studio SIX, aber auch zu besonderen Anlässen außerhalb statt. Die 600. Kinbaku-Live-Show fand 2019 in der Schweiz im Rahmen einer Workshop-Serie von Steve Osada statt und war die erste Performance dieser Art, die außerhalb Japans stattfand.

### Video-Arbeiten und Dokumentarfilme
Im Jahr 2007 war er an Hito Steyerls Videoarbeit „Lovely Andrea“ beteiligt und unterstützte sie bei ihrer Recherche und Arbeit in Tokio. im Juni 2020 kommt Steve Osada auch in einer Ausgabe des TV-Magazins „Tracks“ des französisch-deutschen Senders Arte zu Wort, das sich mit der Shibari-Szene in Tokio befasst und in der unter anderem auch Hajime Kinoko (鬼のこ一 , Kinoko Hajime) und die amerikanisch-japanische Shibari-Künstlerin Midori (美登里) zu Wort kommen.
2010 waren er und Ageha Asahi (浅葱アゲハ , Asagi Ageha) er im Dokumentarfilm „Kinbaku: The Art of Bondage“ (Originaltitel: „Kinbaku – Sielun Solmuja“) des finnischen Filmemachers Jouni Hokkanen zu sehen.
Im Jahr 2018 war Steve Osada zusammen mit Akira Naka, Hajime Kinoko, Gestalta und Marika Leïla „Gorgone“ im Dokumentarfilm „The Pleasure of Rope“ des britischen Regisseurs Bob Bentley zu sehen.

### Unterricht
Seit 2002 unterrichtet Steve Osada im Studio SIX in Tokio. Dabei orientierte er sich am Stil seines Lehrers, Eikichi Osada, der für die „fliegenden Seile“ berühmt war und umfangreiche Erfahrungen vor allem mit Live-Bühnenshows hatte. Dieser Hintergrund prägt das Osada-Ryū bis heute, auch wenn im Laufe der Jahre weitere Einflüsse hinzukamen.
Der Unterricht fokussierte zunächst stark auf Einzelunterricht im Studio SIX und wurde seit 2004 auch als Gruppenunterricht, meistens in Form von ein- bis zweitägigen Workshops, ergänzt. Vor allem durch Workshops in Europa, den USA und Australien verbreitete sich nicht nur ein größeres Wissen über das Osada-Ryū, sondern Shibari wurde generell auch außerhalb Japans bekannter. Der Unterricht folgt dabei den Strukturen und Inhalten des Kyū-Systems, in dem auf neun Stufen von Einsteiger-Techniken bis hin zu Fortgeschrittenen-Techniken verschiedene Muster unterrichtet werden.
Das heutige Osada-Ryū, also der Osada-Stil, entstand offiziell 2007 als ein strukturiertes Ausbildungssystem, das sich an den Schülergraden in den Kampfkünsten orientiert. Dieses System basiert auf neun Stufen, so genannten Kyū, die von neun bis eins rückwärts gezählt werden. Der 9. Kyū ist also der erste Anfängergrad, der 1. Kyū der höchste erreichbare Schülergrad. In jedem Kyū werden spezifische Techniken unterrichtet, die jeweils aufeinander aufbauen und in Komplexität und Anspruch zunehmen.
Diese Struktur ist wegweisend im Shibari, da vor der Entwicklung dieses Systems nur im Rahmen individueller Lehrer-Schüler-Beziehungen im Einzelunterricht gerade das vermittelt wurde, was die lehrende Person für wichtig und sinnvoll hielt. Durch die einheitliche Struktur der Lehrinhalte lässt sich nicht nur eine komplexe Kunstform auf technische Grundprinzipien zurückführen, sondern sich auch der individuelle Lernfortschritt beobachten und über längere Zeiträume verfolgen. Dieses System wird nicht nur im Haupt-Dōjō in Tokio, dem Studio SIX, angewendet, sondern mittlerweile auch in anderen Schulen in Deutschland, der Schweiz und Österreich durch eigens zertifizierte Instruktoren angeboten.

## Osada-Ryū
Im Jahr 2007 wurde Osada-Ryū als eigenständige Stilrichtung entwickelt und zur Grundlage der Ausbildung im Studio SIX gemacht. Das Osada-Ryū ist jedoch nicht nur ein Ausbildungssystem, sondern eine dedizierte Stilrichtung innerhalb des Shibari. Es basiert auf einer eigenen Philosophie, die in den „9 Pforten“ zusammengefasst ist. Diese 9 Pforten sind:
1. Position (立ち位置 , tachi-ichi)
2. Distanz (間合い , ma-ai)
3. Seilführung (捌く , sabaku)
4. Versteckte Technik(en) (裏技 , urawaza)
5. Energie (気 , ki)
6. Tempo und Rhythmus (緩急 , kankyū)
7. Intuition (勘 , kan)
8. Leerer Geist (無我縄 , muganawa)
9. Mündliche Tradition (口伝 , kuden)

Technische zeichnet sich das Osada-Ryū durch eine große Bandbreite aus, die sowohl Bodentechniken (寝技 , newaza) als auch Hängefesslungen (吊り , tsuri) enthält. Diese Bandbreite geht auf die zahlreichen Einflüsse zurück, die Steve Osada im Laufe der Zeit in seinen Stil integriert hat, so dass das Osada-Ryū heute in verschiedenen Ausprägungen jede vorstellbare Shibari-Situation, von intimen privaten Begegnungen über intensive Live-Performances bis hin zu Shibari-Fesslungen für Foto-, Video- oder Kunstprojekte hin abdeckt.
Dabei steht die Korrelation von Seiltechnik, der Haltung und Einstellung der fesselnden Person (縛りて , shibarite, alternativ: 縛師 , bakushi) sowie eine möglichst große Bandbreite im emotionalen Ausdruck der gefesselten Person (受け手 , ukete) im Vordergrund.

## Affiliierte Schulen
Neben dem Haupt-Dōjō in Tokio gibt es (Stand Februar 2024) noch vier weitere offiziell anerkannte Schulen, die Osada-Ryū unterrichten:
- Das „Kinbaku Studio Vienna“, in Wien (AU) seit 2011
- Das „Four Elements“ in Königswinter (DE) seit 2017
- Das „Shibari Bremen“-Dōjō in Bremen (DE) seit August 2020
- Das Secret56 in Turgi AG (CH) seit Januar 2022

In alle Schulen wird nach denselben inhaltlichen Kriterien unterrichtet. Der Unterricht basiert auf dem Kyū-System und den „9 Pforten“ des Osada-Ryū. Dies wird in Einzel- und Gruppenunterricht und zum Teil auch in Online-Kursen vermittelt. Lernende können Zertifikate basierend auf den abgenommenen Kyū-Prüfungen erwerben, um den eigenen Kenntnis- und Entwicklungsstand zu dokumentieren.

## Werke
- „Letters from Tokyo“, mit einem Vorwort von Matthias Grimme, Charon Verlag Grimme KG, Hamburg 1999.[19]

- „Lovely Andrea“, Hito Steyerl, Deutschland 2007, 30 Minuten[12]
- „Aiko“. Kinbaku by Osada Steve, Fotobuch, Selbstverlag, Tokio, 2009.[9]